# Jeon Ji-yeon
Jeon Ji-yeon (kor. 전지연; * 2. Mai 2003) ist eine südkoreanische Handballspielerin, die für die südkoreanische Nationalmannschaft aufläuft.

## Karriere
Jeon Ji-yeon läuft seit dem Jahresbeginn 2022 für Samcheok City Hall in der höchsten südkoreanischen Spielklasse auf. Mit Samcheok City Hall gewann die Außenspielerin in den Spielzeiten 2021/22 und 2022/23 die südkoreanische Meisterschaft.
Jeon Ji-yeon nahm mit der südkoreanischen Juniorinnenauswahl an der U-20-Weltmeisterschaft 2022 teil. Ihr erstes Turnier mit der südkoreanischen A-Nationalmannschaft bestritt sie bei der Weltmeisterschaft 2023. Am Turnierende zog sich die Linkshänderin eine Knöchelverletzung zu, woraufhin sie pausieren musste. Im darauffolgenden Jahr lief sie bei den Olympischen Spielen 2024 in Paris auf. Sie erzielte sechs Treffer für die südkoreanische Auswahl.